# تیک‌آف (خواننده)
کریشنیک کاری بال (به انگلیسی: Kirshnik Khari Ball) (زادهٔ ۱۸ ژوئن ۱۹۹۴ – درگذشتهٔ ۱ نوامبر ۲۰۲۲)، که بیشتر با نام هنری تِیک‌آف (به انگلیسی: Takeoff) شناخته می‌شود، یک رپر آمریکایی بود. او به‌عنوان یکی از اعضای هیپ هاپ میگوس همراه با کویوو و آفست شناخته شده‌است. او خواهر زاده ی کویوو است.

## اوایل زندگی
کریشنیک کاری بال در لارنسویل در ایالت جورجیا آمریکا به دنیا آمده بود. او با مادرش و همراه با عضو خانواده‌اش (آفست و کویوو) بزرگ شد.

## مرگ
او در بیرون یک باشگاه در هیوستون به ضرب گلوله کشته شد. تیک آف، خواننده ۲۸ ساله، که بیشتر به عنوان یکی از اعضای گروه سه‌گانه هیپ هاپ Migos شناخته می‌شد، ساعت ۲:۴۰ صبح در حالی که با گروهی در بیرون یک سالن بولینگ به نام ۸ب۱۰ Billiards & Bowling Houston جمع شده بودند، هدف گلوله قرار گرفت. اداره پلیس هیوستون طی گزارشی با شناسایی جسد قربانی در صحنه، مرگ تیک‌آف را تأیید کرد، حال دو قربانی دیگر که هدف گلوله قرار گرفته بودند به بیمارستان منتقل شدند. این دو نفر یک مرد ۲۴ ساله و یک زن ۲۳ ساله بودند که مجروح شده و تهدید جانی نداشته و بهبود پیدا می‌کنند.